# Onoré agami
Agamia agami
 (avril 2015).
Si vous disposez d'ouvrages ou d'articles de référence ou si vous connaissez des sites web de qualité traitant du thème abordé ici, merci de compléter l'article en donnant les références utiles à sa vérifiabilité et en les liant à la section « Notes et références ».
Genre
Espèce
Statut de conservation UICN

 VU A3c : Vulnérable
L'Onoré agami (Agamia agami) dit aussi Héron agami, est une espèce d'échassiers néotropicaux de la famille des Ardeidae. L'Onoré agami est la seule espèce du genre Agamia. Il fait partie de la sous-famille des Tigrisomatinae. Au Brésil, il est appelé Soco beija-flor, c'est-à-dire « héron-colibri » du fait de ses couleurs chatoyantes. Il était dénommé autrefois Héron porte-épée en raison de la taille de son bec. Il fait partie des espèces de hérons les moins bien connues au monde.

## Description

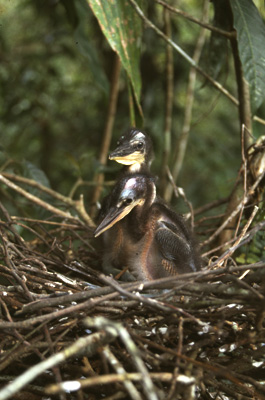
Poussins

Ce héron présente un aspect assez insolite. Ses pattes jaunâtres sont plutôt courtes, le cou est allongé tout comme le bec, particulièrement mince. Ce dernier est noirâtre, avec un peu de jaune à la base de la mandibule inférieure. La tête est grise avec une face dénudée, la gorge blanche, et bande gris argenté partant du front descend jusqu'à la nuque. Le cou est roux sombre marqué par de fines plumes effilées blanchâtres. Le dos, les ailes et la queue sont vert bouteille irisé, marqué de nuances rousses. Le ventre est roux orangé. L'iris est rougeâtre à l'âge adulte. Les sexes sont semblables. Le juvénile est plus terne, avec un ventre blanchâtre et le dos marron. Cet oiseau mesure de 66 à 76 cm de longueur.

## Habitat et répartition

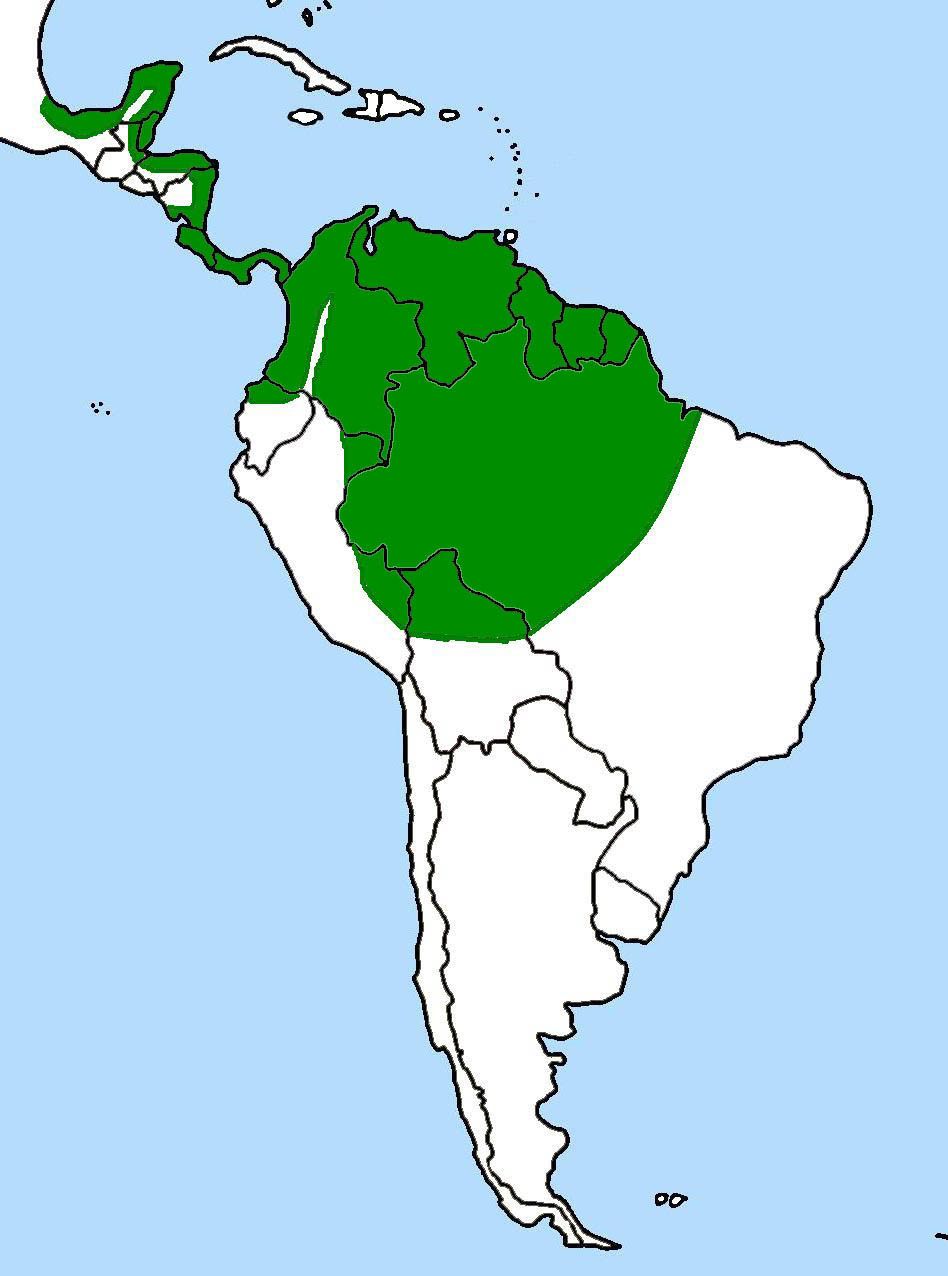
Aire de distribution

L'aire de répartition de cette espèce couvre une grande partie de l'Amérique tropicale: Péninsule du Yucatan (Mexique), Belize, Nord-est du Guatemala, Nord du Honduras, Est et Sud du Nicaragua, Costa Rica, Panama, Colombie (excepté zones andines), Venezuela, Guyana, Suriname, Guyane, Ouest du Brésil, Nord de l'Équateur, Extrême sud-est et nord-est du Pérou et Nord de la Bolivie.
L'Onoré agami est très spécialisé de par son habitat, comprenant les forêts marécageuses, les mangroves, les cours d’eau forestiers et les zones humides. Il peut s'aventurer en lisière de forêts lorsqu'il y a de la végétation dense pour le cacher mais demeure très rare en zone ouverte. Il est présent du niveau de la mer jusqu'à 300 m, bien que des individus aient été observés à 2600 m dans les Andes. Des recherches récentes ont montré que cette espèce est capable de parcourir de longues distances à travers son aire de répartition . Cette espèce niche dans des colonies mono- et multi-spécifiques, certaines pouvant atteindre des tailles exceptionnelles, au-delà de 100 et parfois de 1000 nids. Plusieurs colonies sont connues au sein de l’aire de distribution de l’espèce : à la Pacuare Nature Reserve, Costa Rica, à la Tapiche Reserve, Pérou, dans la Réserve naturelle nationale de Kaw-Roura et le Parc Amazonien, Guyane, et d’autres colonies hors espaces protégés en Colombie, au Mexique et au Bélize. Au vu de la taille de l’aire de distribution de l’espèce, relativement peu de colonies sont connues à l’heure actuelle.

## Comportement
Espèce discrète, difficile à observer du fait de son habitat dans lequel l’Onoré agami reste la plupart du temps à couvert dans la pénombre. Plutôt solitaire. Toutefois en période de reproduction, elle devient grégaire, mais généralement en groupes assez petits et se mélange parfois avec d'autres espèces nicheuses. Il arrive que ces hérons se réunissent en groupes assez importants. En Guyane a été observée une colonie comptant environ 900 couples dans la réserve naturelle nationale des marais de Kaw-Roura : la plus grande colonie connue du monde. Le nid, construit dans un arbre au-dessus de l'eau, est un assemblage grossier de brindilles tapissé de plumes. La femelle y pondra en moyenne deux œufs bleutés.
- Alimentation : l'Onoré agami se nourrit principalement de poissons, ainsi que d'amphibiens, de petits lézards et d'escargots. Il chasse principalement dans les mares et les cours d'eau forestiers peu profonds à très faible débit. Il reste généralement en position sans bouger en attendant qu'une proie passe à sa portée, se déplace lentement et parfois chasse depuis un perchoir[7].
- Chant : oiseau assez silencieux, parfois les groupes produisent des séries de bruits ressemblant à des cliquetis ou à des ronflements. Les cliquetis combinés avec un éloignement en se déplaçant sur les branches sont une réponse à la perturbation[7].
- Parade : plusieurs comportements de parade ont été décrits et sont utilisés par les deux sexes[7]. Les parties dénudées de la face peuvent virer au rouge vif, et les deux sexes arborent des plumes ornementales argentées de courte durée.

## Conservation
Cette espèce est très discrète et scientifiquement peu connue, ce qui est un défi pour mettre en œuvre sa conservation. Son habitat isolé et son comportement discret pourraient expliquer son apparente rareté. Elle est classée Vulnérable sur les listes rouges de l’UICN sur l’hypothèse d’une perte future d’habitat dans le bassin amazonien. Les efforts de conservation devraient se concentrer sur la protection des sites importants de colonies, sur une meilleure compréhension de son aire de distribution, ses besoins en termes d’habitat et de territoire et une connaissance plus fine de sa biologie.